# Baixo elétrico
Baixo elétrico, chamado também de contrabaixo elétrico, viola baixo, baixão ou simplesmente baixo é um instrumento de cordas. É utilizado por diversos gêneros musicais modernos.
O baixo elétrico tradicional e popular que a maioria das bandas de rock usa é muito similar a uma guitarra elétrica, mas com o corpo maior, um braço mais longo e uma escala mais extensa. Em geral, os baixos elétricos mais comuns possuem quatro cordas, e estas são afinadas, tradicionalmente, da mesma maneira que os contrabaixos de orquestra, sendo as mesmas notas que as quatro cordas graves de uma guitarra (isto é, Mi, Lá, Ré, e Sol), mas cada uma destas cordas é afinada uma oitava mais grave, em tom, do que a guitarra. Para evitar o uso excessivo de linhas suplementares inferiores na pauta da partitura, a notação musical do baixo/contrabaixo é feita na clave de baixo (em Fá) e a anotação das notas musicais deve ser feita em transposição de uma oitava acima, relativamente ao som que o baixo deve emitir. Isto é, o som do baixo quando lendo de uma partitura para baixo, vai soar uma oitava mais grave do que as notas escritas na pauta. De forma semelhante ao que ocorre com uma guitarra, para tocar o baixo elétrico com seu potencial sonoro total deve-se conectá-lo a um amplificador específico para contrabaixos; isto é essencial para as apresentações ao vivo, uma vez que o som do baixo elétrico sem amplificação é demasiadamente baixo por conta dele ter um corpo sólido. O baixo é um instrumento comprido e um pouco pesado , apesar de ser mais fino do que a guitarra elétrica.

## Características e história
Nos anos 1950, o grande problema dos contrabaixistas da época era o transporte de seu instrumento, delicado (por ser feito de madeira), até que no ano de 1951 um técnico em eletrônica de 42 anos chamado Leo Fender criou o baixo elétrico. O instrumento, batizado de Precision, ficou rapidamente conhecido como Fender Bass. Seu modelo era mais dinâmico e diferente do que o modelo do contrabaixo clássico.
O primeiro baixista a se apresentar com o Precision foi William "Monk" Montgomery (irmão mais velho do guitarrista virtuose Wes Montgomery) em turnês ao vivo com a banda de jazz de Lionel Hampton. Bill Black, que tocava baixo na banda de Elvis Presley, adotou o Fender Precision em 1957.
Como na guitarra elétrica, as vibrações nas cordas causam um sinal elétrico a ser criado nos captadores, que são amplificados e reproduzidos por meio de um amplificador. Vários componentes elétricos e configurações do amplificador podem ser usadas para alterar o timbre do instrumento.

## Design
O baixista atual tem um amplo campo de escolha para seu instrumento, como por exemplo:
- Número de cordas (e afinação):
  - Como o modelo original de Leo Fender, que tinha 4 cordas afinadas em EADG.
  - Cinco cordas geralmente BEADG, podendo em alguns casos ser EADGC)
  - Seis cordas geralmente BEADGC.
  - Alcance estendido envolvendo cordas semelhantes as de uma guitarra

e cordas de maior espessura para reproduzir sons mais graves
- - Baixo Piccolo-EADG (uma oitava acima da afinação normal)

- Captadores:
  - Os antigos baixos tinham apenas um captador magnético simples. Atualmente, pode-se encontrar:
    - Captação ativa ou passiva (circuitos ativos usam uma bateria para aumentar o sinal)
    - Mais de um captador, dando uma variação de tons maior
    - Captadores em posições diferentes, como mais perto da ponte ou do braço do instrumento
    - Sistemas não magnéticos, como piezos ou sistemas Lightwave, que permitem ao baixista usar cordas não metálicas

- Formato e cor do instrumento:
  - Existem diversas opções de cor, desde a cor da própria madeira do instrumento a efeitos visuais muito interessantes
  - Diferentes formatos de corpo (que afetam a maneira de tocar)
  - Com ou sem mão (nos modelos sem mão, a afinação é feita na ponte)

- Trastes:
  - Com trastes (fretted) - como a maioria das guitarras
  - Sem trastes (fretless) - como a maioria dos contrabaixos acústicos

## Partes do baixo elétrico

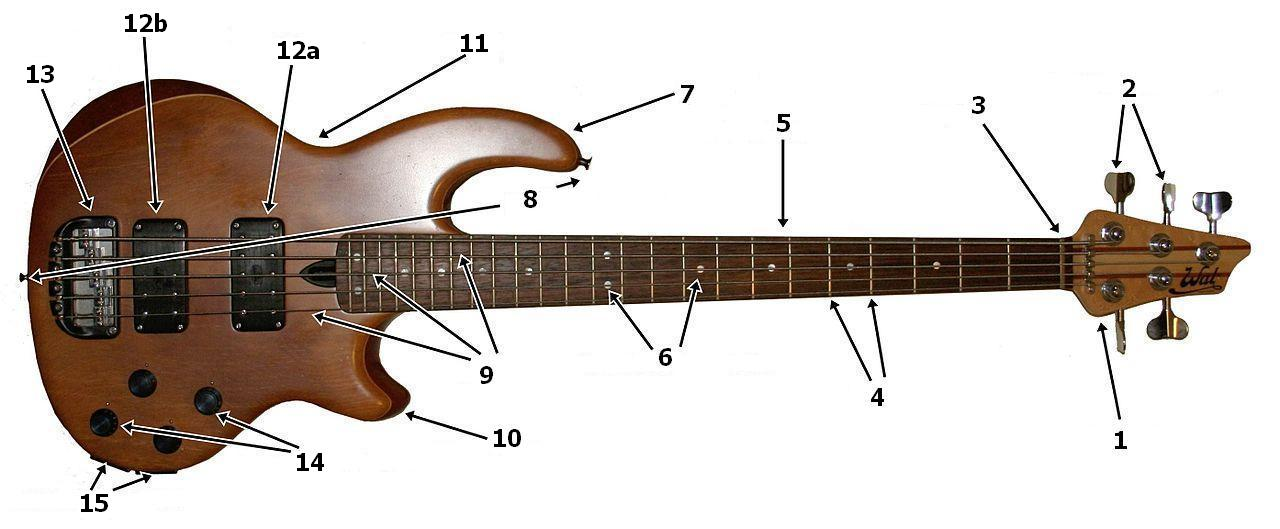
1 - Cabeça, mão, paleta ou headstock.
2 - Cravelhas ou tarraxas.
3 - Pestana ou capotraste.
4 - Trastes
5 - Braço e escala.
6 - Marcações.
7 - Recorte superior.
8 - Pinos de fixação da correia.
9 - Cordas.
10 - Recorte inferior.
11 - Corpo.
12a, 12b - Captadores.
13 - Ponte ou cordal.
14 - Knob's dos controles de tonalidade e volume.
15 - Jacks/Jaques ou tomadas de saída (conectores tipo TRS fêmea).

## Técnicas

### Tapping
O tapping é a técnica no qual as notas são extraídas de um instrumento de cordas de forma parecida ao de um piano, batendo nas cordas com as pontas dos dedos nas notas que se deseja executar. Quando são utilizadas ambas as mãos recebe o nome de two-hands tapping, sendo na guitarra popularizada por Eddie Van Halen.

### Slap
O slap é a técnica tem sua criação atribuída a Larry Graham, que se não foi o inventor, seguramente foi quem primeiro a popularizou. Chamado por Graham de "thumb and pluck", consiste em percutir e puxar as cordas usando o polegar e os outros quatro dedos da mão direita (ou esquerda, para canhotos) obtendo uma sonoridade estalada e metálica, sendo uma das mais complexas técnicas de execução no contrabaixo elétrico.

### Pizzicato
O pizzicato ("beliscado", em italiano) é a técnica em que se dedilha, com a alternância de dois, três ou quatro dedos, as cordas. Vem sendo utilizada há alguns séculos na música erudita e no jazz, mas de uma maneira diferente: enquanto nas orquestras o pizzicato é apenas um "beliscão" na corda, normalmente feito com um só dedo, e no jazz utiliza-se uma pegada diferente, colocando-se o dedo quase que paralelo a corda e com isso gerando um som mais "encorpado".
Em 1911, Bill Johnson, que tocava contrabaixo (com arco) na Original Creole Jazz Band, teve o arco quebrado. Não tendo outro à mão, Bill tratou de tocar dedilhando as cordas com os dedos da mão direita. O resultado agradou tanto que desde então usa-se muito pouco o arco para tocar esse instrumento no jazz. O método mais comum de execução desta técnica é usando os dedos indicador e médio para atacar as cordas, podendo-se utilizar também o anelar (muito usado em músicas rápidas, como o heavy metal) e o dedo mínimo. Alguns poucos contra-baixistas, como Rick Rosas (baixista de Neil Young e Joe Walsh) usam o polegar de cima para baixo, como no violão, ou para cima e para baixo, simulando o uso de uma palheta.

### Palheta
Principalmente no hard rock e no heavy metal, é comum os baixistas tocarem o baixo com palheta, fazendo com que o som fique mais estalado e agudo, e por vezes mais potente. Normalmente, usa-se uma palheta mais grossa do que na guitarra (de 2 a 3 milímetros).

### Fretless

#### Características

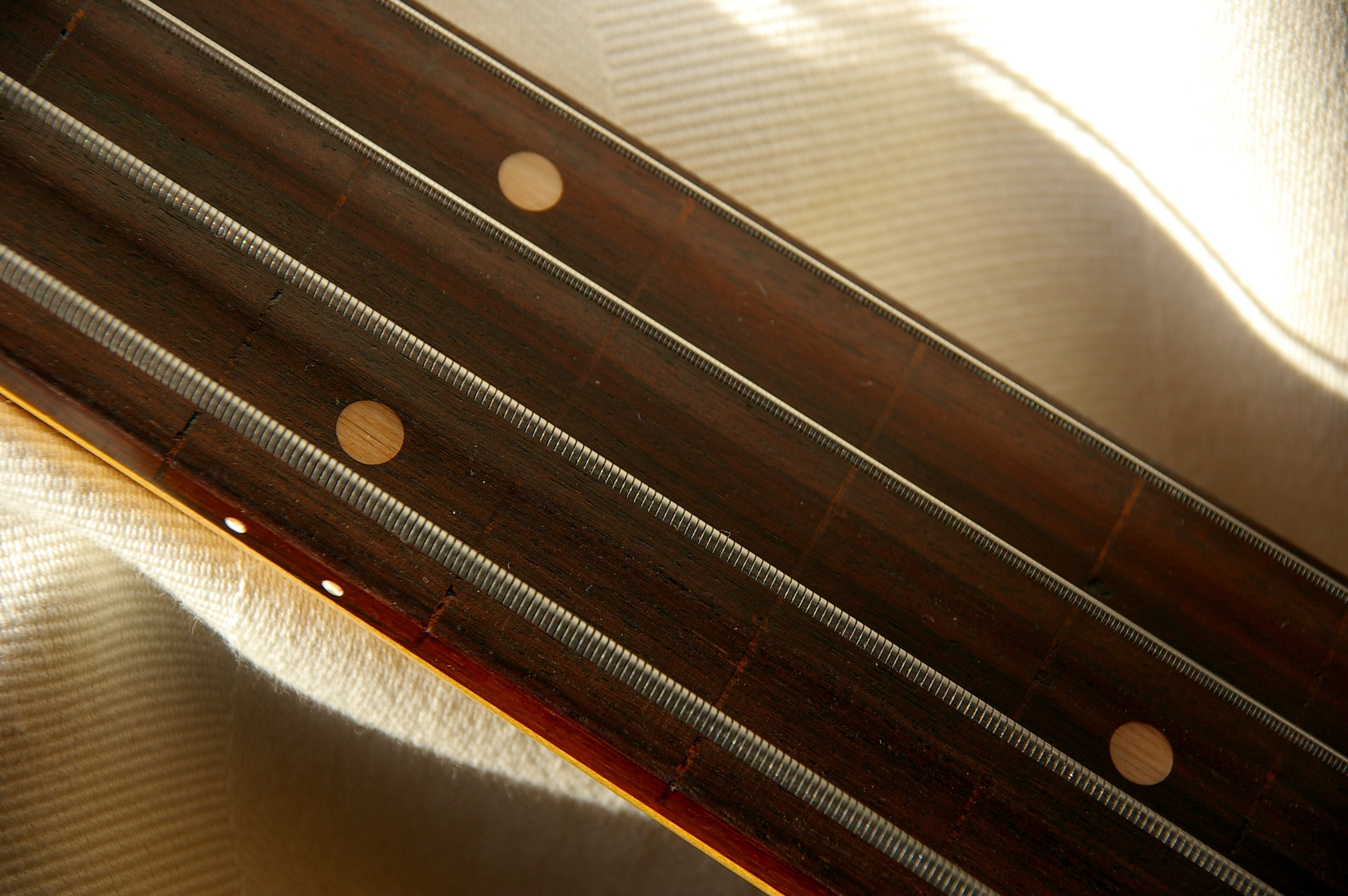
Um baixo fretless e suas cordas; note as marcações ao lado do braço para auxiliar o músico a encontrar o tom da nota corretamente.

Fretless ("sem traste") é o nome na língua inglesa para o contrabaixo sem os trastes, estes "ferrinhos" que dividem o braço do instrumento em semitons. Contrabaixo sem traste é comum tanto entre os contrabaixos clássicos (que fazem parte da seção dos instrumentos de cordas em uma orquestra), como pode também ser encontrado entre os baixos elétricos (os modelos desta matéria), e também como na versão dos contrabaixos de orquestra que são eletrificados (com sua grande caixa acústica eletrificada com captador).

#### Técnica
A técnica para fretless é bem diferente do contrabaixo acústico e muito semelhante ao baixo, tocando-se com dois, três ou quatro dedos da mão direita.
Seu som produz um sustain longo e pronunciado e tem um timbre parecido com o do acústico. Para estilos musicais mais vintage ou folk, costuma-se utilizar cordas flatwound e para funk e ritmos mais modernos a partir dos anos 1980, cordas roundwound, onde pode se aplicar também o slap em lugar do pizzicato.
Por se tratar de um instrumento não temperado, sem trastes para definir a altura das notas na escala, a técnica consiste em treinar o ouvido pra que as notas saiam afinadas, e aumentar a precisão dos dedos da mão esquerda para que o som saia mais limpo, além de se manter um vibrato eficiente que prolongue o som da nota.

### Pull Off
Pull-Off são, de certa forma, o inverso de um hammer-on e consistem em soltar rapidamente uma corda fazendo com que a mesma soe solta (ou apertada em um traste anterior).

### Hammer On
Um hammer-on consiste em martelar com um dedo da mão esquerda uma corda em um traste fazendo soar a nota sem o auxílio da mão direita.

### Harmônicos
Baseado no princípio físico de que uma corda, ao ser tocada, emite uma série de vibrações, é possível obter, mediante a utilização de uma técnica específica - com formas de execução distintas para cada mão -, novas sonoridades, como notas agudas e sobreagudas, muitas vezes ultrapassando a própria extensão do instrumento e com timbres distintos. São os "harmônicos", que podem ser naturais (obtidos mediante o uso da mão esquerda) ou artificiais (com a mão direita).

## Fabricantes
- Washburn
- Epiphone
- Eagle
- Fender
- Giannini
- Gibson
- Music Man
- Rickenbacker
- Squier
- Strinberg
- Ibanez
- Tagima
- Yamaha
- Condor
- Cort
- Di Giorgio
- Warwick
- Tobias
- SX
- Shelter